# Kíneixma
Kíneixma (en rus: Кинешма) és la segona ciutat més gran de l'óblast d'Ivànovo (Rússia). És en una àrea de 15 km al llarg del Volga enfront de Zavoljsk. El 2008 tenia 92.488 habitants.

## Història
La primera vegada que apareixen notícies sobre Kíneixma és el 1429. El 1504, Ivan III de Moscou va donar-la al príncep Fiódor Belski, que va escapar de Lituània a Moscou i va casar-se amb la neboda d'Ivan. Més endavant, Ivan el Terrible va lliurar Kíneixma a Ivan Pétrovitx Xuiski, però el 1587, després que morís, va tornar al tsar. Durant els segles xvi i xvii, Kíneixma fou un important centre pesquer que subministrava els esturions que se servien a la taula del tsar. El 1608, durant la Guerra russopolonesa (1605-1618), fou destruïda dues vegades per part de tropes poloneses. Al llarg de la història, Kíneixma ha pertangut a diferents regions de Rússia: a l'óblast d'Arkhànguelsk, de Iaroslavl i al gubèrnia de Kostromà. Des del segle xviii, la principal indústria de la ciutat ha estat la indústria tèxtil manufacturera. Com també va passar en altres centres tèxtils de Rússia, la prosperitat de la ciutat va disminuir després de la perestroika.

## Llocs d'interès
El principal monument de Kíneixma és la catedral de la Trinitat, construïda entre el 1838 i el 1845, d'estil neoclàssic. També hi ha diverses esglésies del segle xviii. La ciutat també inclou els museus d'Aleksandr Ostrovski, d'Aleksandr Borodín i de Fiódor Bredikhin.